# Saint-Jean-de-Serres
Saint-Jean-de-Serres é uma comuna francesa na região administrativa de Occitânia, no departamento de Gard. Estende-se por uma área de 8,26 km². Em 2010 a comuna tinha 529 habitantes (densidade: 64 hab./km²).